# Kenneth Connor
Kenneth Connor (6 iunie 1916 – 28 noiembrie 1993) a fost un actor englez de film și TV.

## Filmografie
- 1961 Ghinionistul - Nearly a Nasty Accident

## Legături externe
- Kenneth Connor la Internet Movie Database

1. 1 2  Kenneth Connor, Autoritatea BnF
2. 1 2  „Kenneth Connor”, Gemeinsame Normdatei, accesat în 14 octombrie 2015
3. ↑  Obituary: Kenneth Connor (în engleză), 30 noiembrie 1993, accesat în 12 octombrie 2022